# Sisyrinchium subnudum
Sisyrinchium subnudum är en irisväxtart som beskrevs av Ivan Murray Johnston. Sisyrinchium subnudum ingår i släktet gräsliljor, och familjen irisväxter. Inga underarter finns listade i Catalogue of Life.